# Dreisbachia avivae
Dreisbachia avivae är en stekelart som beskrevs av Ian D. Gauld 1991. Dreisbachia avivae ingår i släktet Dreisbachia och familjen brokparasitsteklar. Inga underarter finns listade i Catalogue of Life.